# HD 217019
HD 217019，又名BD+03 4799，SAO 127860、HR 8730，是一颗恒星，视星等为6.28，位于銀經76.91，銀緯-48.62，其B1900.0坐标为赤經22h 52m 27.2s，赤緯+3° -48.62′ 29″。